# ロナルド・ノックス
ロナルド・アーバスノット・ノックス（英語: Ronald Arbuthnott Knox, 1888年2月17日 - 1957年8月24日）は、イギリスの聖職者・神学者で推理作家。兄は、『パンチ』編集長を務めたE・V・ノックス。

## 人物

### 聖職者として
1888年にイングランド国教会マンチェスター主教の家に生まれる。オックスフォード大学に進み、在学中は生徒会長となる。卒業後、数年間同大学のトリニティ・カレッジで研究を続け、さらに国教会のチャプレン（大学などに派遣される聖職者）として5年間同大学に留まった。
1917年にG・K・チェスタートンの影響でカトリックに改宗し、司祭を経て司教に就任した。退職時の位階は大司教で、カトリックでは英国第2位の高位聖職者となっていた。退職後は標準的なラテン語聖書『ウルガタ聖書』の改訳に乗り出し、『ノックス聖書』と呼ばれて刊行された。チェスタートンの葬儀をウェストミンスター大聖堂で執り行ったことでも知られる。

### 推理小説家として
推理小説の著作は少ないが､ユーモアと風刺が効いた、人をくった作品が多い。シリーズ探偵として、保険会社の代理人マイルズ・ブリードンが5作品で活躍する。ただし周囲や教会からはあまり好意的に見られず、再三にわたって執筆をやめるようにいわれている。そんな中で1937年に自ら断筆し、以後は一作も書いていない。
推理小説界の興隆にも力を注ぎ､フェアプレーの原則を主張した。日本では推理小説のトリックにおける「ノックスの十戒」でも知られている。
学生時代にシャーロック・ホームズについて論文を書き、アーサー・コナン・ドイルに送ったことがある。

## 著作リスト

### 長編
- 1925年 『陸橋殺人事件』（The Viaduct Murder）
- 1927年 『三つの栓』（The Three Taps）
- 1928年 『閘門の足跡』（The Footsteps at the Lock）
- 1933年 『サイロの死体』（The Body in the Silo）
- 1934年 『まだ死んでいる』（Still Dead）
- 1937年 Double Cross Purposes　未訳（「二重誤認」[1]）

### 短編
- 1931年 「密室の行者」（Solved by Inspection） - ノックス短編の代表作で、多くの推理小説アンソロジーに収録されている[2] 。
- 1931年 「一等車の秘密」（The Adventure of the First‐Class Carriage） -  「一等車の秘密」 深町眞理子訳 (HMM76-7)掲載のみで、単行本への収録なし。
- 1931年 「動機」（The Motive）

### リレー長編
- 1933年 『ザ・スクープ』（The Scoop, and Behind the Screen） （ドロシー・Ｌ・セイヤーズ） - アガサ・クリスティーら英国の推理作家による合作。

### 評論・エッセイ
- 1931年 「ホームズ物語についての文学的研究」（Studies in the Literature of Sherlock Holmes）　-  小林司・東山あかね訳 （河出文庫 『シャーロック・ホームズ17の愉しみ』 に収録。

### アンソロジー
- 1928年 『探偵小説十戒』（The Best of Detective Stories of the Year 1928）[3]
- 1930年 The Best of Detective Stories of the Year 1929　未訳（「続・探偵小説十戒」[4]）